# Karaczany Włoch
Karaczany Włoch – ogół taksonów owadów z rzędu karaczanów (Blattodea) stwierdzonych na terenie Włoch.

## Karaczanowate(Blattidae)
- Blatta orientalis Linnaeus, 1758[1] – karaczan wschodni
- Periplaneta americana (Linnaeus, 1758)[2] – przybyszka amerykańska

## Polyphagidae
- Heterogamodes ursina (Burmeister, 1838) – endemit Sycylii[3]
- Polyphaga aegyptiaca (Linnaeus, 1758)[4]

## Prusakowate(Blattellidae)
- Blattella germanica (Linnaeus, 1767)[5] – karaczan prusak
- Capraiellus tamaninii (Galvagni, 1972)[6]
- Ectobius aeoliensis Failla & Messina, 1974 – endemit Sycylii[7]
- Ectobius aetnaeus Ramme, 1927 – endemit Sycylii[8]
- Ectobius albicinctus (Brunner von Wattenwyl, 1861)[9]
- Ectobius baccetti Failla & Messina, 1974 – endemit Sardynii[10]
- Ectobius erythronotus Burr, 1898[11]
- Ectobius filicensis Failla & Messina, 1974 – endemit Sycylii[12]
- Ectobius ichnusae Failla & Messina, 1980 – endemit Sardynii[13]
- Ectobius intermedius Failla & Messina, 1981 – we Włoszech tylko na Sardynii[14]
- Ectobius kraussianus Ramme, 1923 – we Włoszech tylko na Sycylii[15]
- Ectobius lapponicus (Linnaeus, 1758) – zadomka polna (doniesienie niepewne)[16]
- Ectobius lucidus (Hagenbach, 1822)[17]
- Ectobius minutus Failla & Messina, 1977[18]
- Ectobius montanus Costa, 1866[19]
- Ectobius nadigi (Harz, 1976)[20]
- Ectobius pallidus (Olivier, 1789)[21]
- Ectobius parvosacculatus Failla & Messina, 1974 – we Włoszech tylko na Sycylii[22]
- Ectobius sardous Baccetti, 1991 – endemit Sardynii[23]
- Ectobius scabriculus Failla & Messina, 1976[24]
- Ectobius siculus Ramme, 1949[25]
- Ectobius supramontes Bohn, 2004[26]
- Ectobius sylvestris (Poda, 1761)[27] – zadomka leśna
- Ectobius ticinus Bohn, 2004[28]
- Ectobius tuscus Galvagni, 1978[29]
- Ectobius tyrrhenicus Failla, 1973[30]
- Ectobius usticaensis Failla & Messina, 1974 – endemit Sycylii[31]
- Ectobius vittiventris (Costa, 1847)[32]
- Loboptera decipiens (Germar, 1817)[33]
- Luridiblatta trivittata (Serville, 1839)[34]
- Phyllodromica brevipennis (Fischer, 1853)[35]
- Phyllodromica clavata Failla & Messina, 1979[36]
- Phyllodromica marginata (Schreber, 1781)[37]
- Phyllodromica nuragica Failla & Messina, 1980 – endemit Sardynii[38]
- Phyllodromica pavani Failla & Messina, 1978[39]
- Phyllodromica sardea (Serville, 1839) – we Włoszech tylko na Sardynii[40]
- Phyllodromica subaptera (Rambur, 1838)[41]
- Phyllodromica tyrrhenica (Ramme, 1927) – endemit Sycylii[42]
- Supella longipalpa (Fabricius, 1798)[43]